# 布蘭迪灣
布蘭迪灣（英語：Brandy Bay），是南極洲的海灣，位於詹姆斯羅斯島西北岸，處於畢比角以西，寬4公里，在1903年由奧托·努登舍爾德發現，現時由南極條約體系管理。